# Hank Levy (Informatiker)

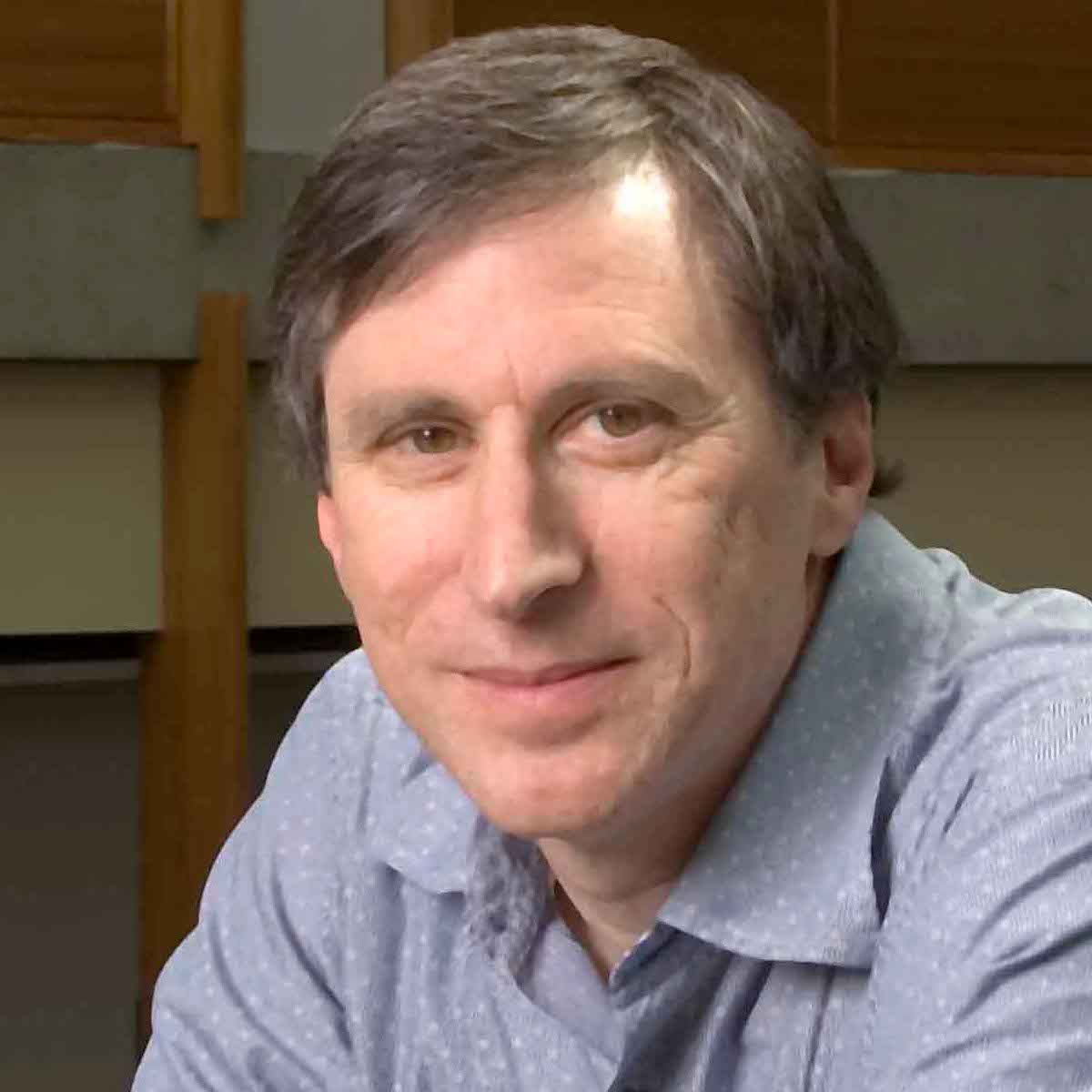
Hank Levy 2008

Henry M. „Hank“ Levy (* 1952) ist ein US-amerikanischer Computeringenieur. Er gehörte in den 1990er Jahren mit Susan Eggers zu den Entwicklern von Simultaneous Multithreading (SMT).

## Leben
Levy war zunächst Computeringenieur bei der Digital Equipment Corporation, wo er zu den Entwicklern des Betriebssystems VMS für die VAX-Computer gehörte. Seit 1983 ist er an der University of Washington, an der er 1981 bei Edward Lazowska (* 1950) promoviert wurde und wo er Wissner-Slivka Professor für Informatik und Ingenieurwesen ist und Direktor der dortigen Paul G. Allen School  for Computer Science and Engineering.
Levy befasst sich mit Computerarchitektur, Betriebssystemen, Internet (unter anderem Cloud Computing) und verteilten Systemen. In den 1980er Jahren war er an der Entwicklung der objektorientierten Programmiersprache für verteilte Systeme Emerald beteiligt.
Er ist Fellow des Institute of Electrical and Electronics Engineers (IEEE), der Association for Computing Machinery (ACM), deren SIGOPS (Special Interest Group on Operating Systems) er vorstand, und Fellow der National Academy of Engineering. 
Levy gründete zwei Computerfirmen: Skytap in Seattle für Cloud Computing und 2000 Performant Inc. für Java-basiertes Management von Rechnerleistung, erworben 2003 von Mercury.

## Schriften (Auswahl)

### Bücher
- mit Richard Eckhouse: Computer programming and architecture : the VAX-11, Digital Press 1980
- Capability-based Computer Systems, Digital Press 1984[2]

### Aufsätze
- mit E. Jul, N. Hutchinson, A. Black: Fine-grained mobility in the Emerald system, ACM Transactions on Computer Systems (TOCS) 6, 1988, S. 109–133
- mit A. Black, N. Hutchinson, E. Jul, L. Carter: Distribution and abstract types in emerald, IEEE Transactions on Software Engineering, 1987, S. 65–76
- mit Dean M. Tullsen, Susan J. Eggers: Simultaneous multithreading: Maximizing on-chip parallelism, 22nd Annual International Symposium on Computer Architecture, 1995, S. 392–403
- mit D. M. Tullsen, S. J. Eggers, J. S. Emer, J. L. Lo, R. L. Stamm: Exploiting choice: Instruction fetch and issue on an implementable simultaneous multithreading processor, ACM SIGARCH Computer Architecture News, Band 24, Heft 2, 1996, S. 191–202
- mit S. J. Eggers, J. S. Emer, J. L. Lo, R. L. Stamm, D.M. Tullsen: Simultaneous multithreading: A platform for next-generation processors, IEEE micro, Band 17, 1997, S. 12–19
- mit A. Wolman, M. Voelker, N. Sharma, N. Cardwell, A. Karlin: On the scale and performance of cooperative web proxy caching, ACM SIGOPS Operating Systems Review, Band 33, 1999, S. 16–31
- mit S. Saroiu, K. P. Gummadi, R. J. Dunn, S. D. Gribble: An analysis of internet content delivery systems, ACM SIGOPS Operating Systems Review, Band 36, 2002, S. 315–327
- mit K. P. Gummadi, R. J. Dunn, S. Saroiu, S. D. Gribble, J. Zahorjan: Measurement, modeling, and analysis of a peer-to-peer file-sharing workload, ACM SIGOPS Operating Systems Review, Band  37, 2003, S. 314–329